# Kajetan Mühlmann

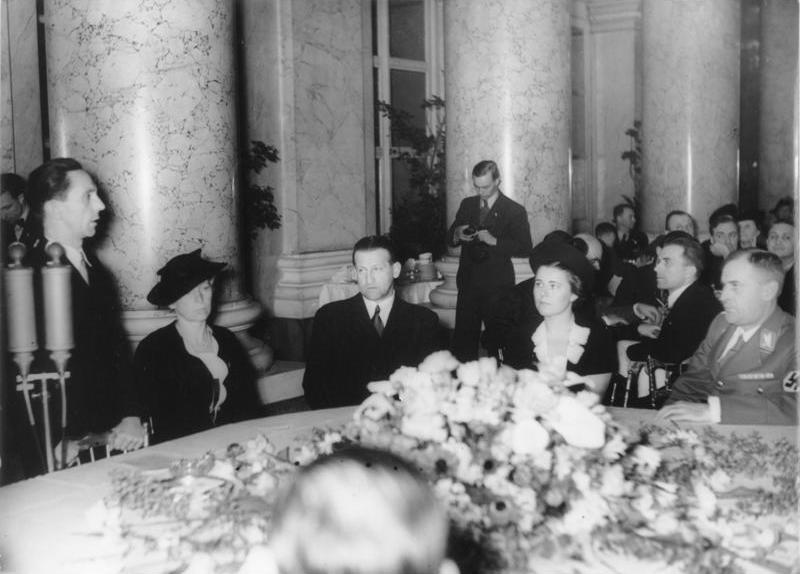
Réception d'acteurs par Goebbels, avec Gertrud Seyß-Inquart, Mühlmann et Paula Wessely, au Hofburg de Vienne le 30 mars 1938.

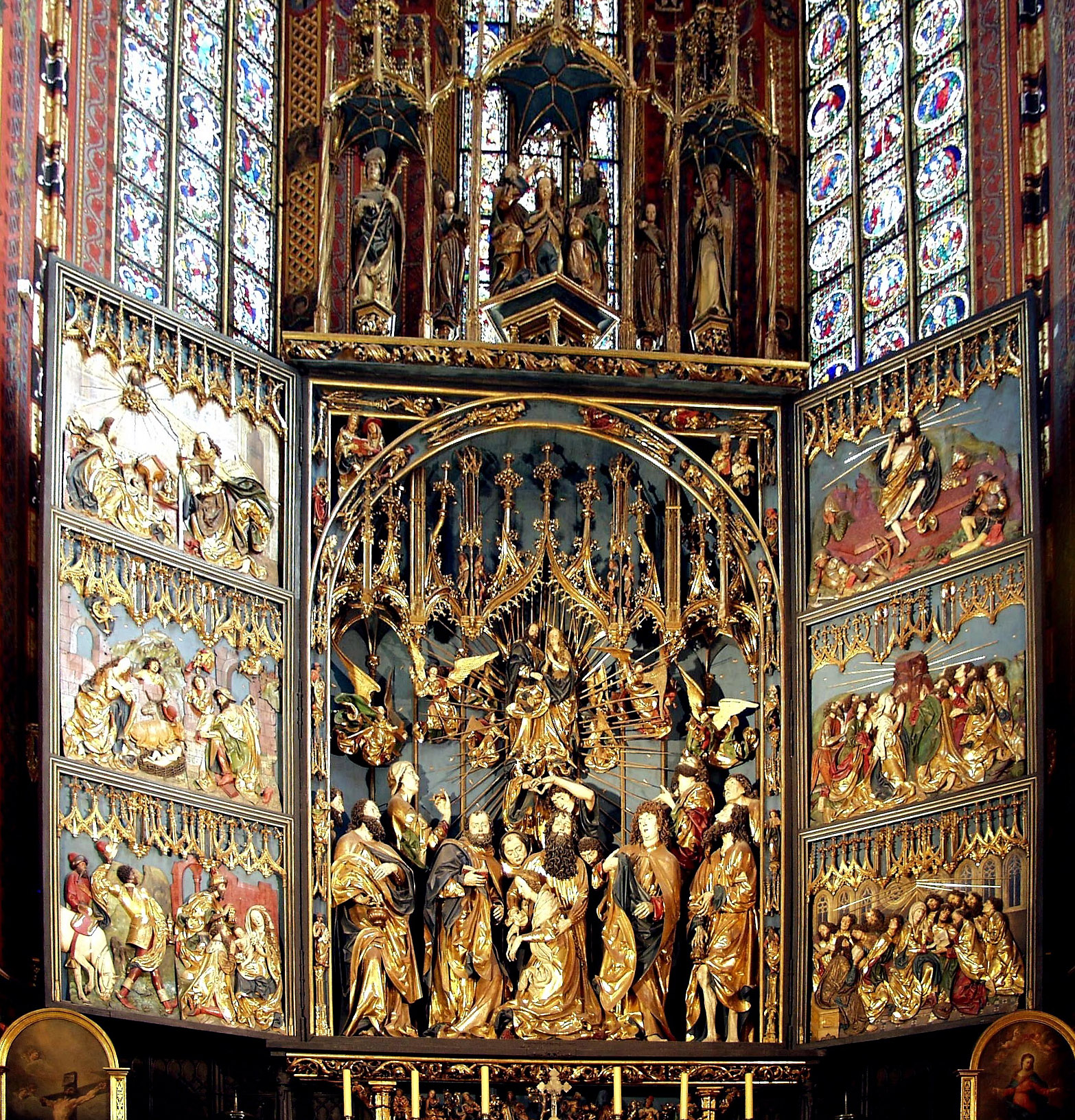
Le retable de Cracovie a été volé par Mühlmann pour le Führermuseum de Linz

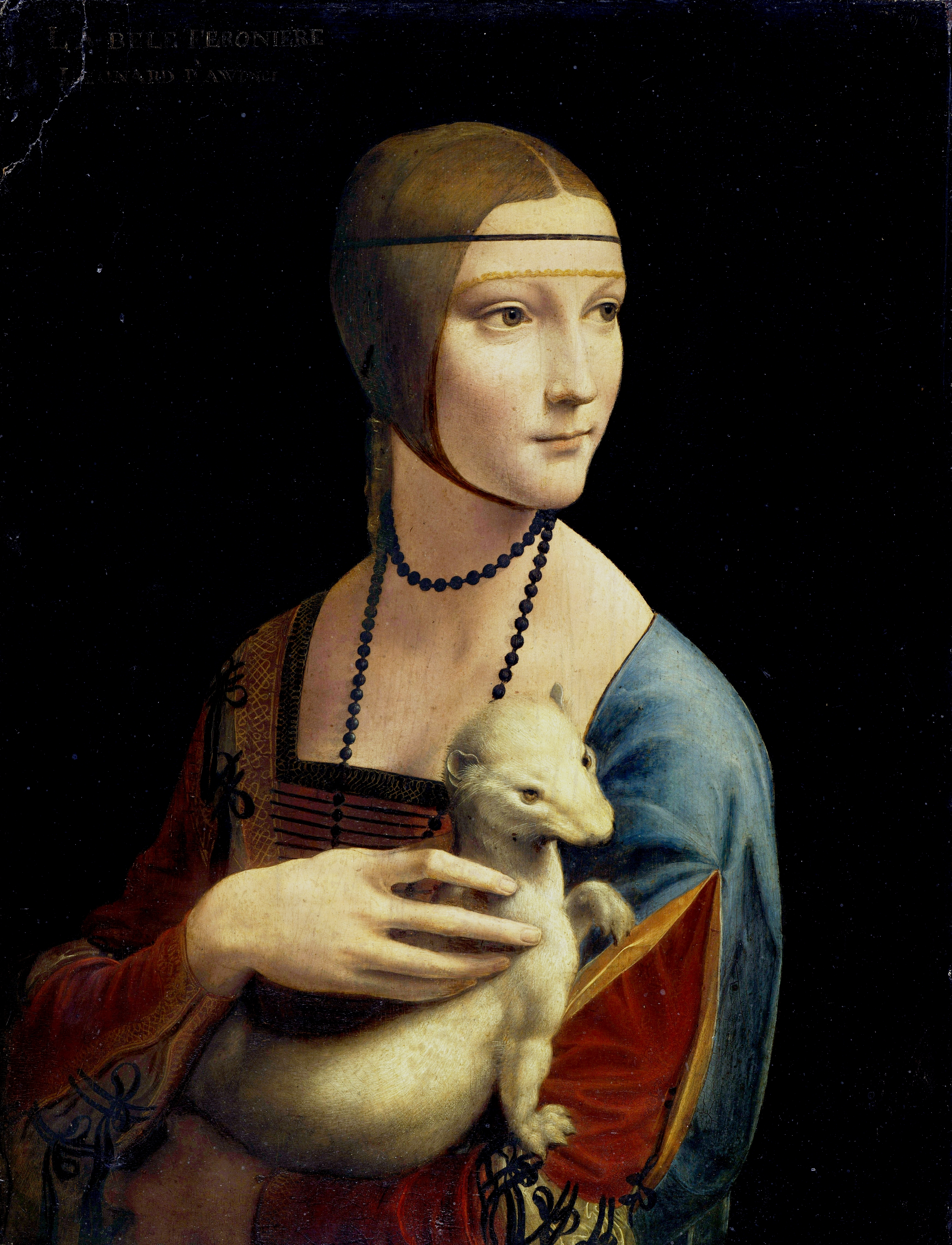
La Dame à l'hermine de Léonard de Vinci a été expropriée et apportée à la résidence de Hans Frank. En 1944, la peinture a été déportée en Allemagne. Elle est accrochée aujourd'hui à sa place originelle au musée Czartoryski de Cracovie.

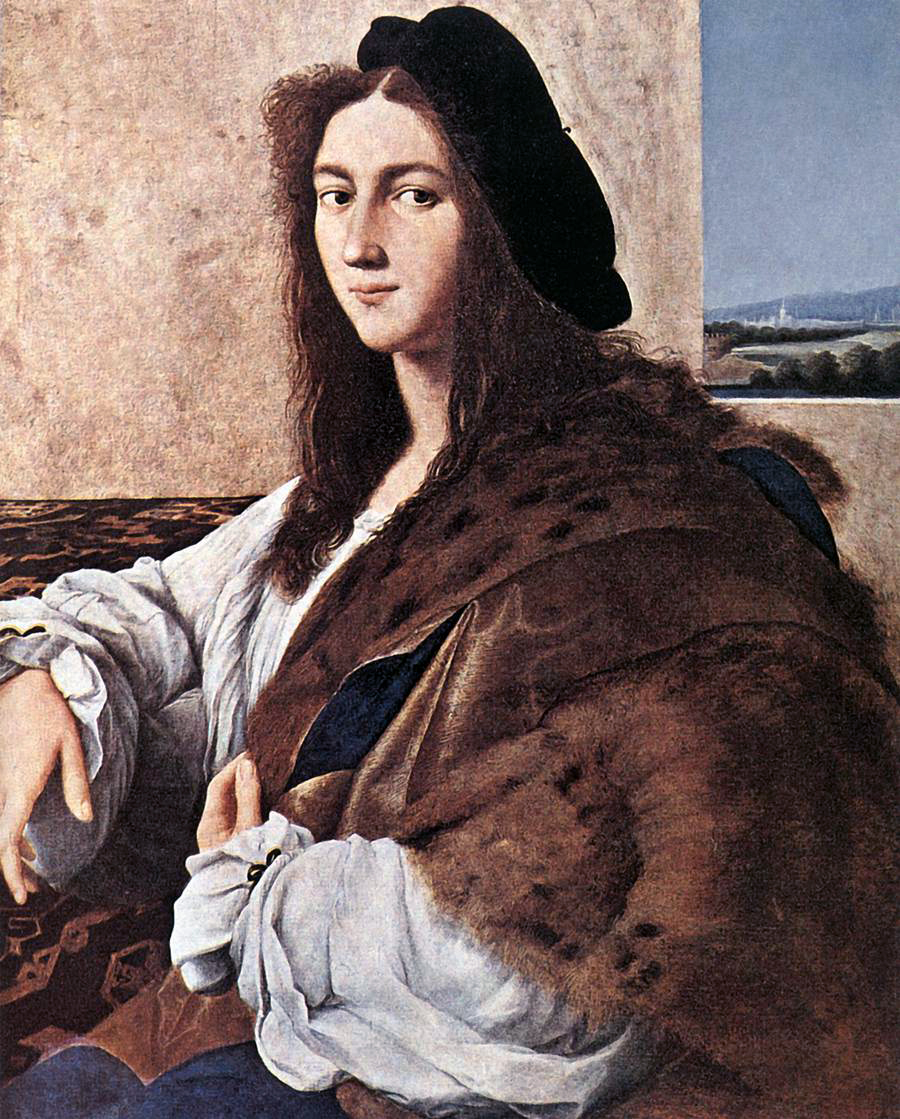
Portrait de Francesco Maria della Rovere, de Raphaël. (1514), exposé au musée Czartoryski à Cracovie jusqu'en 1939, et disparu depuis.

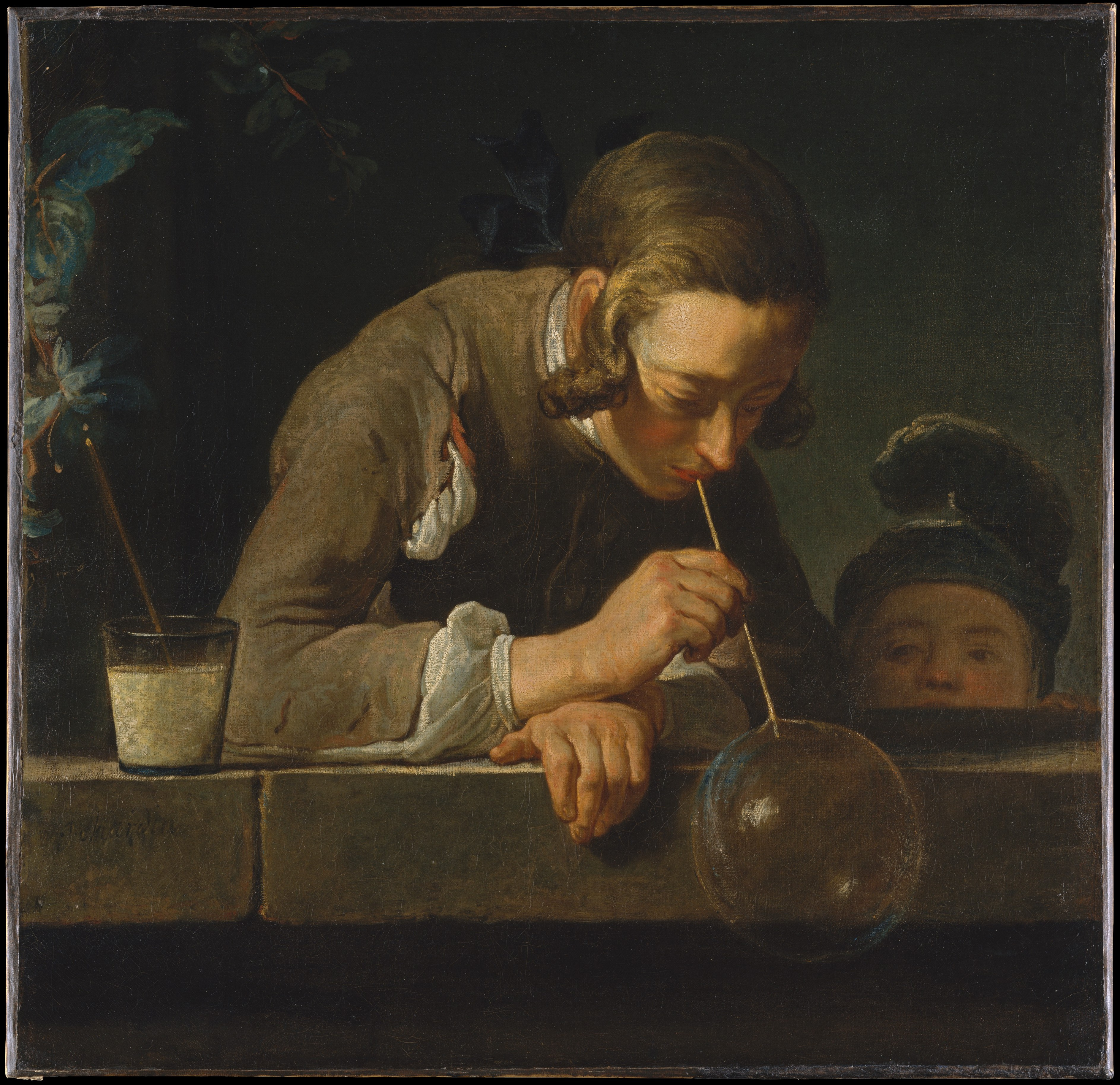
Mühlmann a géré l'achat de la collection Fritz Mannheimer. Le tableau de Chardin de 1737 est aujourd'hui au Metropolitan Museum of Art.

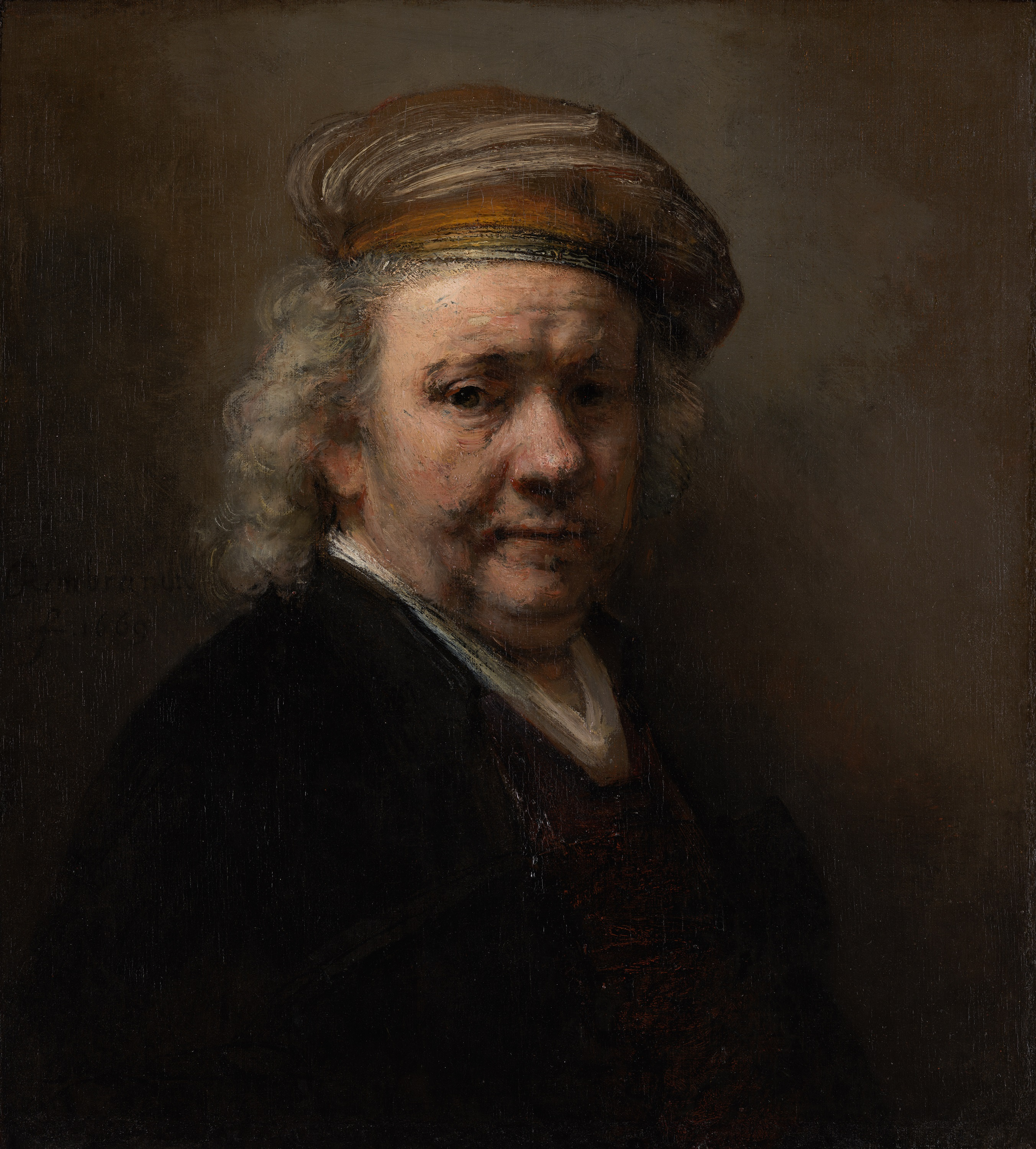
Ernst G. Rathenau avait en 1925 prêté le Rembrandt au Rijksmuseum d'Amsterdam. Le service de Mühlmann a volé le tableau

Kajetan Mühlmann, surnommé Kaj ou Kai, né le 26 juin 1898 à Uttendorf et mort le 2 août 1958 à Munich, est un historien de l'art autrichien, nazi et SS-Führer qui a été un des plus efficaces voleurs d’œuvres d'art du nazisme.

## Biographie
Kajetan Mühlmann est issu d'un milieu paysan ; sa mère, née Juliana Lesstbaum a été précocement veuve et a épousé le cousin de son mari. Mühlmann est allé à l'école à Salzbourg puis a pris part à la Première Guerre mondiale en 1915 comme soldat dans l'armée austro-hongroise. Il a été grièvement blessé. À partir de 1922 Mühlmann étudie d'abord la peinture et ensuite l'histoire de l'art à Innsbruck et Vienne, où il a soutenu en 1926 une thèse de doctorat sur les fontaines baroques et l'art de l'eau à Salzbourg. À partir de 1926, il a été employé par l'organisation du Festival de Salzbourg et était responsable de la publicité. Il travaillait alors sous les ordres de Max Reinhardt, fondateur et directeur du festival. Ce travail lui a permis de faire la connaissance de la graphiste Léopoldine "Poldi" Wojtek (1903-1978), qu'il a épousée en 1932. Woytek a créé l'affiche officielle du Festival de Salzbourg. En 1941 il a divorcé et épousé Hilda Ziegler, avec qui il a eu trois enfants. À Salzbourg, Mühlmann était une figure importante.

## De 1933 à l'Anschluss
Selon sa déclaration au procès de Nuremberg, Mühlmann n'était pas en 1933 membre du NSDAP, alors interdit en Autriche, mais a adhéré le 1er avril 1938, après l'"Anschluss". (« Je n'ai jamais été un nazi illégal »). On peut penser qu'il n'a pas dit la vérité dans la mesure où il était déjà dans les années 1920 ami avec Olga, la sœur de Goering et qu'il avait alors fait la connaissance de Goering lui-même qui l'avait invité dans sa maison de l'Obersalzberg à discuter avec lui d'art et de politique. Au début des années 1930, il se lie d'amitié avec Arthur Seyss-Inquart, avec qui il était au service du NSDAP depuis 1934. Cette amitié est restée la base de leur coopération ultérieure à Vienne, Cracovie et aux Pays-Bas. En 1935 Mühlmann a été arrêté avec cinq autres nazis à Salzbourg, après avoir tenté d'infiltrer l'État autrichien avec un groupe clandestin de la SD. Les conspirateurs ont été accusés de trahison et Mühlmann n'a été acquitté que grâce au talent de son avocat. Les liens de Mühlmann avec le NSDAP sont restés secrets et le parti nazi a été interdit pendant l'austrofascisme et les unités SA et SS en Bavière étaient stationnées comme des Légions autrichiennes. Néanmoins Mühlmann a été arrêté à plusieurs reprises pour des délits politiques.
Le 11 mars 1938, il était en première ligne dans la maison de la direction nationale du parti nazi autrichien dans le groupe des leaders nationaux-socialistes qui ont renversé le gouvernement de Schuschnigg. Pour ces services, il a ensuite été nommé secrétaire d'État pour l'art dans le gouvernement Seyss-Inquart. Un de ses employés à Vienne était Gert Adriani. Durant son mandat, les bijoux impériaux ont été pris et apportés à Nuremberg.
Alors que Mühlmann s'est brouillé en juin 1939 avec le commissaire du Reich Josef Bürckel, Seyß-Inquart est intervenu pour lui en juillet 1939 auprès de Hermann Göring, et Mühlmann est allé à Berlin.
En 1942 il a atteint le grade de SS-Oberführer. Mühlmann avait ainsi le plus haut rang parmi les voleurs nazis d'œuvres d'art et lui-même se décrivait comme "Général".

## Gouvernement général de Pologne
Après la capitulation de la Pologne, Seyß-Inquart a été nommé porte-parole du gouverneur général Hans Frank et Mühlmann a été nommé par Goering au poste de chargé de mission spécial pour la protection et la sécurisation des œuvres d'art dans les territoires de l'est occupés (il était présent en Pologne depuis le 6 octobre 1939). Sa tâche a commencé par l'inventaire du dépôt de musée national de Varsovie et du château Wawel à Cracovie.
Parallèlement à partir d'octobre 1939, il a été chef de l'enseignement et des sciences au sein du Gouvernement général, vraisemblablement jusqu'à la fin 1940.
Le 16 décembre 1939, Frank a publié un décret qui confisquait l'ensemble de la collection d'art public dans la zone du Gouvernement général. La première règle de mise en œuvre de cette mesure a été adoptée le 15 janvier 1940. Le but de la réglementation était la collecte systématique des biens artistiques en Pologne, l'inventaire et la sélection des « œuvres d'art les plus importantes pour le Reich ». En plus de musées nationaux et des institutions religieuses, les musées privés ont été intégrés à cette mesure, en particulier le Musée Czartoryski à Cracovie. Le volet archéologique du vol a été organisé par l'archéologue Peter Paulsen et par Wolfram Sievers. Il existait une claire intention de confisquer les biens artistiques et de les « importer durablement dans le Reich ».
Mühlmann a été renvoyé par Frank le 1er octobre 1943 pour incapacité et passivité. Son successeur a été Wilhelm Ernst de Palezieux.
Hans Posse, représentant spécial d'Hitler pour la construction de la collection du Führermuseum à Linz, s'est rendu dès la fin novembre 1939 à Varsovie, et y a rencontré, entre autres, Mühlmann. Posse a choisi plusieurs œuvres : le retable de Cracovie, des tableaux de Hans von Kulmbach, de Raphaël, un Léonard de Vinci et un Rembrandt de la collection Czartoryski.

## Pays-Bas
„Rotterdam brulait encore lorsque Kajetan Mühlmann est arrivé en Hollande en uniforme SS pour prendre son nouveau poste.“
En 1940, Mühlmann a suivi Seyß-Inquart aux Pays-Bas et a fondé à La Haye le « service Mühlmann » dont la mission était :
- Établir des listes d'objets d'art.
- Produire des rapports d'expertise sur les objets d'art confisqués.
- Vendre aux dignitaires nazis Hitler, Göring, von Schirach, Heinrich Hoffmann, Todt, Frank, Kaltenbrunner, ainsi qu'aux musées et salles de vente.

Le service exigeait 15 % de provision et s'autofinançait grâce aux ventes. Il était « interdit » de réaliser des gains sur les ventes à Göring ou à Hitler.
Vente d’œuvres significatives sur le marché. Les collaborateurs à La Haye étaient Eduard Plietzsch, qui était reconnu comme expert pour les maîtres de la peinture hollandaise, et Franz Kieslinger.

## Après-guerre
Fin 1944, Mühlmann a été en poste à Vienne. Le 13 juin 1945, il a été arrêté et emprisonné par l'armée américaine. Cependant il n'a pas été jugé. Il a été interrogé en août et septembre 1945 à Altausee au sujet de ses vols d'œuvres d'art. Ces interrogatoires ont été consignés dans le rapport Vlug, qui contient une liste des œuvres d'art et de leurs emplacements respectifs, les déclarations de ses collaborateurs ainsi qu'un aperçu de la comptabilité des opérations pour un montant total d'environ cinq millions de florins. Mühlmann a continué à faire des déclarations lors du procès de Nuremberg à l'issue duquel ses deux supérieurs, Seyss-Inquart et Hans Frank, ont été condamnés à mort par pendaison. En 1947, il a été témoin dans le procès de l'ancien ministre des Affaires étrangères autrichien Guido Schmidt, qui a été acquitté de l'accusation de trahison en raison de ses activités liées au coup d'État début 1938. Ce jugement a également soulagé Mühlmann. En 1948, il a réussi à échapper à l'internement américain et a vécu ensuite près du lac de Starnberg.
Peut-être a-t-il vécu de la vente de biens d'art qu'il avait réussi à mettre de côté.
Mühlmann est mort du cancer à Munich. Il est enterré dans le cimetière Maxglan à Salzbourg.